# Stanley Burbury
Sir Stanley Charles Burbury (Perth, 3 dicembre 1909 – Hobart, 24 aprile 1995) è stato un giurista e politico australiano.

## Biografia
Nacque in Australia Occidentale. Studiò giurisprudenza presso l'Università della Tasmania e successivamente ha lavorato come avvocato a Hobart. Nel 1952 è stato nominato Procuratore generale. Divenne Presidente della Corte Suprema della Tasmania (1956-1973). 
Fu nominato Governatore della Tasmania, il primo australiano a ricoprire tale carica.
È stato anche Presidente Nazionale del Winston Churchill Memorial Trust.

## Morte
Morì il 24 aprile 1995 a Hobart. 

## Onorificenze

### Onorificenze britanniche
| Controllo di autorità | VIAF (EN) 94327488 |